# バイタルネット硬式野球部
バイタルネット硬式野球部（バイタルネットこうしきやきゅうぶ）は、新潟県新潟市に本拠地を置き、日本野球連盟に加盟している社会人野球の企業チームである。

## 概要
1972年に医療用医薬品の販売を行なうニチエーが『ニチエー硬式野球部』として創設した。長らく北信越地区から全国大会へ出場することができなかったが、1993年の第20回社会人野球日本選手権大会で全国デビューを果たした。
2001年にニチエーを含む東北・新潟地方の医薬品卸業3社が合併し、社名が新たにバイタルネットとなり、チーム名を『バイタルネット硬式野球部』に改称した。同年の第28回社会人野球日本選手権大会にチーム名変更後、初出場を果たした。
2007年、3回目の日本選手権大会となる第34回社会人野球日本選手権大会に出場を果たす。1回戦で前年優勝の富士重工業と対戦し、先発投手の谷元圭介が8回まで2安打1失点に抑える好投を見せたが、サヨナラ負けを喫し全国大会初勝利を逃している。
2008年のドラフト会議で、谷元圭介が北海道日本ハムファイターズに7位指名され、チームから初となるプロ野球選手が誕生した。
2010年、これまで都市対抗野球大会の予選では、2004年、2006年、2008年、2009年の4度にわたり代表決定戦まで駒を進めたものの後一歩のところで涙をのんでいたが、同年の第81回都市対抗野球大会予選で5回目の代表決定戦に挑み、信越硬式野球クラブ相手に勝利を収め本戦初出場を決めた。新潟県勢としては40年ぶりの本戦出場となった。
2012年、第38回社会人野球日本選手権大会において同大会優勝経験のある新日鐵住金東海REX相手に3－2で勝利し、全国初勝利を挙げた。

## 設立・沿革
- 1972年 - 『ニチエー硬式野球部』として創部
- 1994年 - 社会人野球日本選手権大会に初出場（初戦敗退）
- 2001年 - チーム名を『バイタルネット硬式野球部』に改称
- 2010年 - 都市対抗野球大会に初出場（初戦敗退）

## 主要大会の出場歴・最高成績
- 都市対抗野球大会：出場4回（2010年、2011年、2014年、2023年）
- 社会人野球日本選手権大会：出場9回（1994年、2001年、2007年、2012年、2013年、2014年、2021年、2022年、2024年）
- JABA新潟大会：優勝6回（2001年、2002年、2013年、2016年、2018年、2023年）

## 主な出身プロ野球選手
- 谷元圭介（投手） - 2008年ドラフト7位で北海道日本ハムファイターズに入団
- 星野真澄（投手） - 退団後、BCリーグ・信濃グランセローズを経て、2009年育成選手ドラフト1位で読売ジャイアンツに入団

## 元プロ野球選手の競技者登録
- 相沢晋（元：東北楽天ゴールデンイーグルス） - 投手兼コーチ（2017年 - 2018年）→コーチ（2019年 - ）
- 加藤正樹（元：近鉄バファローズ） - 監督（2019年）

## かつて在籍した選手
- 冨岡聖平（投手） - 2019年に退部し、オークランド・アスレチックスとマイナー契約[1]。
- 植田拓（外野手） - 退部後、ジェイエフエフシステムズを経て、四国アイランドリーグplus・愛媛マンダリンパイレーツに入団。
- アドゥワ大（投手） - アドゥワ誠の実兄。2020年に退部し、BCリーグ・新潟アルビレックスBCに入団[2]。
- 冨重英二郎（投手）  - 2024年に退部し、BCリーグ・神奈川フューチャードリームスに入団。